# Rothschild Frères
 Rothschild Frères  (Germans Rothschild) va ser un banc de la branca francesa de la família Rothschild, fundada el 1812 a París (aleshores al Primer Imperi francès) per James Mayer de Rothschild (1792–1868). James va ser enviat allà des de casa seva a Frankfurt, Alemanya, pel seu pare, Mayer Amschel Rothschild (1744–1812). Amb la voluntat que els seus fills tinguessin èxit pel seu compte i expandessin el negoci familiar per Europa, Mayer Amschel Rothschild va fer que el seu fill gran es quedés a Frankfurt, mentre que els seus altres quatre fills van ser enviats a diferents ciutats europees per establir una institució financera per invertir en negocis i oferir serveis bancaris. L'endogàmia dins de la família era una part essencial de l'estratègia de Rothschild per tal d'assegurar que el control de la seva riquesa romangués en mans de la família.

## Implicació en finances i indústria
A través dels seus esforços de col·laboració, els Rothschild van assolir protagonisme en una varietat d'activitats bancàries, com ara préstecs, bons del govern i comerç de lingots. El seu finançament va oferir oportunitats d'inversió i, durant el segle xix, es van convertir en grans parts interessades en empreses mineres i de transport ferroviari a gran escala que van ser fonamentals per a les economies industrials en ràpida expansió d'Europa. En col·laboració amb NM Rothschild &amp; Sons of England, eren propietaris del ferrocarril Chemin de Fer du Nord a França que anava des de la seva estació Gare du Nord a París fins al Canal de la Mànega. A més, els Rothschild a França es van convertir en líders en la indústria vitivinícola. A finals del segle xix, el petroli s'estava convertint ràpidament en una mercaderia important i el banc francès estava molt involucrat en l'exploració de petroli a l'àrea de Bakú de l'actual Azerbaidjan a través de la seva empresa, la Societat d'Indústria i Comerç del Petroli del Mar Caspi i Negre establerta el 1883. La seva inversió va resultar ser lucrativa i al canvi de segle, les diferents companyies petrolieres de l'Azerbaidjan estaven produint més petroli que qualsevol altre país del món. El 1898, els Rothschild van establir la Societat de Transport Mazut que va desenvolupar una flota de petroliers que operaven a la mar Càspia. El 1911, la companyia Royal Dutch Shell va comprar els jaciments petroliers de l'Azerbaidjan a la família Rothschild.

Armes de la família Rothschild

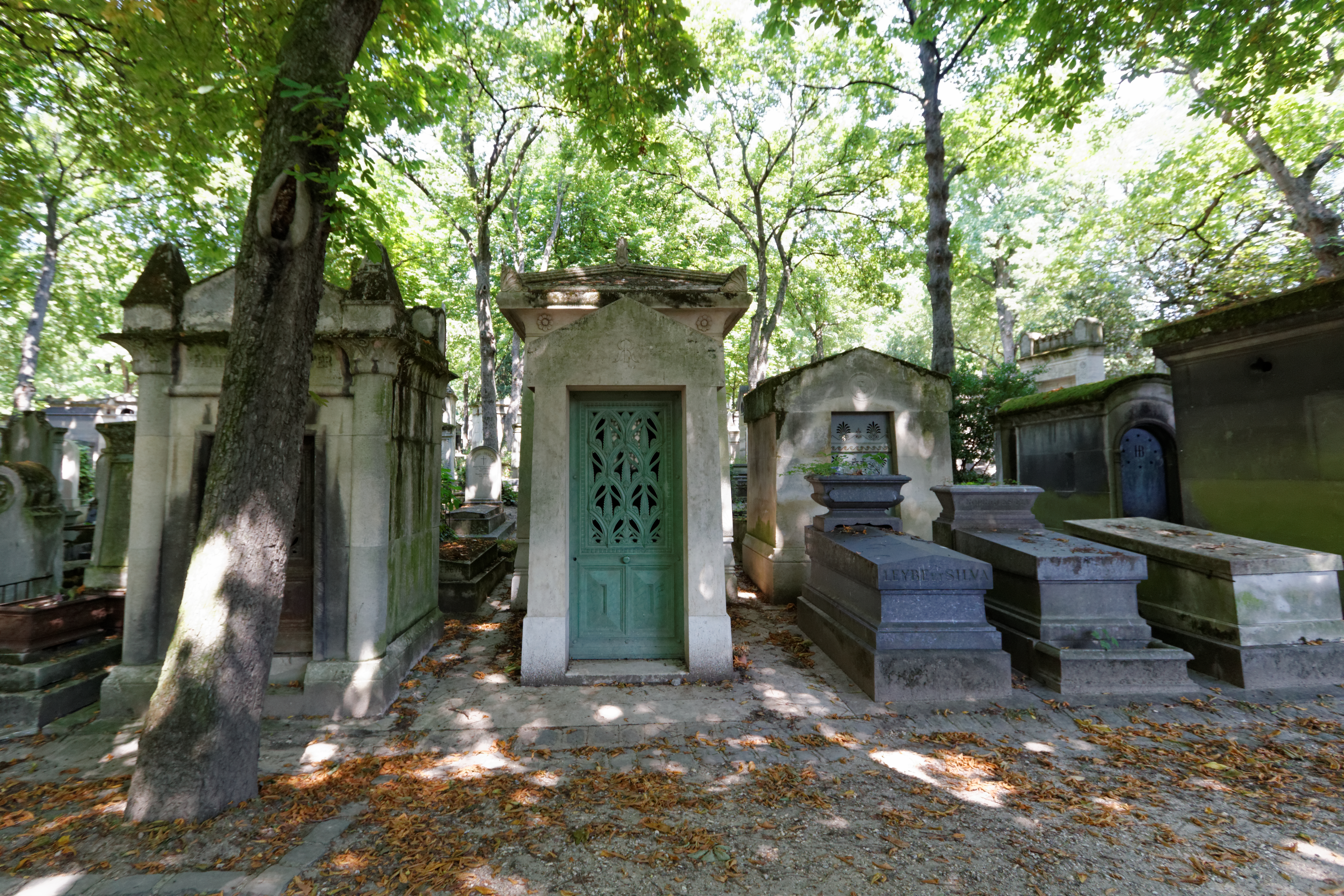
Mausoleu de la família Rothschild al cementiri del Père Lachaise a París

La Revolució Francesa de 1789 va comportar canvis positius per als jueus francesos, donant lloc a la seva plena emancipació el 1791. El 1806, Napoleó Bonaparte va ordenar la convocatòria d'un "Sanedrí" a París i el 1808 va organitzar el "Consistoire central des Israélites de France", l'agència administrativa de tots els jueus francesos. El sistema consistorial va fer del judaisme una religió reconeguda i el va posar sota control governamental. Aquest Consistori ha estat un organisme en funcionament des d'aleshores, excepte sota l'ocupació nazi de França durant la Segona Guerra Mundial. Per tradició, el Consistori Central ha tingut com a president un membre de la família Rothschild.
Jacob Mayer Rothschild, el fill petit, es va establir a París el 1812, on el seu nom Jacob es va traduir a James. El 1817, va crear formalment el banc, de Rothschild Frères, els socis del qual eren els germans Amschel d'Alemanya, James de França, Carl de Nàpols, Nathan d'Anglaterra i Salomon d'Àustria. Gran èxit com a prestadors i inversors, l'operació de París els va convertir també en banquers de Leopold I de Bèlgica. El 1822 l'influent James i els seus quatre germans van rebre el títol hereditari de " Freiherr " per l'emperador Francesc I d'Àustria.
Després de la Revolució francesa de Juliol de 1830 que va veure com Lluís Felip I de França arribava al poder a França, James de Rothschild va reunir el paquet de préstecs per estabilitzar les finances del nou govern i un segon préstec el 1834. En reconeixement dels seus serveis a la nació, el rei Lluís Felip va elevar James a Gran Oficial de la Legió d'Honor. Segons els registres, el 1815 el capital de la banca de París que va fundar James Mayer de Rothschild ascendia a 55.000 lliures (equivalent a 4 milions de lliures el 2019); el 1852 la xifra era de 3.541.700 £ (equivalent a 431.5 milions de £ el 2019), i només deu anys després de la seva mort, 16.914.000 £ (equivalent a 1.81 milions de £ el 2019). Hi ha una teoria que abans que Louis-Phillipe arribés al poder, els Rothschild estaven enfrontats a la Casa d'Orleans. Una part important del negoci va consistir a vendre bons del govern francès a inversors francesos a través de Londres per protegir el seu anonimat. Hi havia una percepció general per part dels francesos que, en cas contrari, el seu govern podria restablir els termes unilateralment. Cap fortuna francesa tenia més probabilitats d'enfrontar-se al problema que la branca més jove de la família reial. La teoria segueix que quan els orleanistes van arribar al poder es van tornar menys previdents, però aleshores els Rothschild tenien molts altres clients.
El negoci bancari de Rothschild Frères es va transmetre a les generacions següents. Dirigit pels seus fills Gustave i Alphonse, durant la guerra francoprussiana el banc va crear un sindicat que va recaptar els cinc mil milions de francs que el país estava obligat a pagar Prússia en virtut de l'armistici de 1871. James Mayer de Rothschild havia estipulat "que les tres branques de la família descendents d'ell estiguin sempre representades". Durant les dues generacions següents, però el 1939, Edouard Alphonse de Rothschild i el cosí Robert-Philippe-Gustave de Rothschild, incompatibles amb el seu altre cosí Maurice de Rothschild, van comprar la seva part. Maurice va tenir un gran èxit i, després d'haver heretat una fortuna d'Adolph Carl von Rothschild de la branca de la família de Nàpols, es va traslladar a Ginebra, Suïssa i va perpetuar la nova branca suïssa de la família.
L'any 1873, de Rothschild Frères a França i NM Rothschild &amp; Sons de Londres es van unir amb altres inversors per adquirir les mines de coure Rio Tinto, que feien perdre diners al govern espanyol. Els nous propietaris van reestructurar l'empresa i la van convertir en un negoci rendible. El 1905, l'interès dels Rothschild a Rio Tinto arribava a més del 30 per cent. El 1887, els bancs francesos i anglesos Rothschild van prestar diners i van invertir a les mines de diamants De Beers a Sud-àfrica, convertint-se en els seus principals accionistes.
El 1953, el futur President de la República Francesa, Georges Pompidou, es va incorporar a de Rothschild Frères i de 1956 a 1962 va exercir com a director general. El 1962, els Rothschild van crear Imétal (ara anomenada Imerys), una empresa paraigua per a les seves considerables empreses mineres. Encapçalat per Guy de Rothschild, Imétal va mirar cap a fora, invertint a la Gran Bretanya i als Estats Units, un moviment que el va posar a la portada de Time el 20 de desembre de 1963. A la dècada de 1960, la reforma del govern de la normativa bancària va posar fi a la distinció legal entre bancs de negocis i bancs de dipòsit i el 1967 Rothschild Frères es va convertir en Banque Rothschild, una societat de responsabilitat limitada.
Una part de l'èxit del banc que va construir James Rothschild va ser a través del finançament de préstecs als governs europeus. Aquest sector de la banca va començar a caure durant la darrera part del segle xix després de la introducció de nous mètodes de finançament públic. El 1980, el negoci de París donava feina a unes 2.000 persones i tenia una facturació anual de 26 mil milions de francs (5 mil milions de dòlars als tipus de canvi de 1980). Però aleshores el negoci de París va patir un cop de mort gairebé el 1981 quan el govern socialista de François Mitterrand va nacionalitzar-lo i el va rebatejar com a Compagnie Européenne de Banque. Es va vendre en un primer moment al banc Crédit Industriel et commercial (CIC) i tornat a vendre el 1991 al Banc Barclays. El 1987, David René de Rothschild va crear una empresa successora anomenada Rothschild & Cie Banque, a qui es van unir el seu germanastre Edouard de Rothschild i el cosí Eric de Rothschild. Capitalitzat amb només 1 milió de dòlars i començant amb només tres empleats, aviat van convertir el seu petit banc d'inversió en un gran competidor a França i Europa continental. El 2003, després de la jubilació de Sir Evelyn de Rothschild com a cap de NM Rothschild & Sons de Londres, les empreses angleses i franceses es van fusionar al Grup Rothschild sota el lideratge de David René de Rothschild. El 2006, la divisió bancària francesa es va expandir a Brussel·les, Bèlgica.

## Lluites pels Rothschild francesos
A la dècada de 1930, les grans participacions ferroviàries dels Rothschild francesos van ser nacionalitzades. La caiguda de França va afectar molt els Rothschild francesos, ja que el seu banc va ser capturat pels ocupants nazis. Tot i haver-los restituït el banc al final de la guerra, el banc familiar Rothschild Freres seria nacionalitzat l'any 1981 pel govern socialista del llavors recentment elegit president francès François Mitterrand.

## Els Rothschild francesos avui
Tant la branca britànica com la francesa van sorgir de la Segona Guerra Mundial amb noves generacions de la família al capdavant. Els llaços d'associació històrics entre les dues branques es van revitalitzar, donant lloc a una fusió completa el 2003 amb Rothschild &amp; Co.
Els Rothschild van crear els seus primers Fons d'inversió lliure el 1969 i van reforçar la seva posició com a líder mundial en banca d'inversió. A més, la firma és un banc privat global amb més de 4.000 clients privats a 90 països. Rothschild &amp; Co ofereix una àmplia gamma de serveis a persones, governs i corporacions d'arreu del món.

## Implicació en la viticultura
La segona branca francesa va ser fundada per Nathaniel de Rothschild (1812–1870). Nascut a Londres, va ser el quart fill del fundador de la branca britànica de la família, Nathan Mayer Rothschild (1777–1836). El 1842 es va casar amb Charlotte de Rothschild (1825–1899), filla de James Mayer de Rothschild i el 1850 es van traslladar a París, on havia de treballar per al banc del seu sogre. No obstant això, el 1853 Nathaniel va adquirir Château Brane Mouton, una vinya a Pauillac al departament de Gironda. Nathaniel Rothschild va rebatejar la finca Château Mouton Rothschild: es convertiria en una de les etiquetes de vins més conegudes del món.
El 1868, l'oncle/sogre de Nathaniel, James Mayer de Rothschild, va adquirir la prestigiosa vinya veïna, Château Lafite.

## Filantropia
Els Rothschild francesos i els membres de les altres branques d'Europa van ser tots els principals contribuents a causes en ajuda del poble jueu. Tanmateix, molts dels seus esforços filantròpics es van estendre molt més enllà de les comunitats ètniques o religioses jueves. Van construir hospitals i refugis, van donar suport a institucions culturals i van ser mecenes d'artistes individuals. Actualment, a l'Arxiu Rothschild de Londres està en marxa un projecte de recerca per documentar les implicacions filantròpiques de la família.

## Membres de la familia
Els membres notables de la família Rothschild a França inclouen:
- Alphonse James de Rothschild (1827–1905)
- Aline Caroline de Rothschild (1865–1909)
- Ariane de Rothschild (n. 1965)
- Arthur de Rothschild (1851–1903)
- Béatrice Ephrussi de Rothschild (1864–1934)
- Benjamin de Rothschild (1963–2021)
- Charlotte de Rothschild (1825–1899)
- Bethsabée de Rothschild (1914–1999)
- David René de Rothschild (n. 1942)
- Edmond Adolphe de Rothschild (1926–1997)
- Edmond James de Rothschild (1845–1934)
- Édouard Etienne de Rothschild (n. 1957)
- Edouard Alphonse de Rothschild (1868–1949)
- Elie Robert de Rothschild (1917–2007)
- Elisabeth de Rothschild (1902–1945)
- Guy de Rothschild (1909–2007)
- Hélène de Rothschild (1863-1947)
- Jacqueline Rebecca de Rothschild (1911–2012)
- James Armand de Rothschild (1878–1957)
- James Mayer de Rothschild (1792–1868)
- Marie-Hélène de Rothschild (1927–1996)
- Nadine de Rothschild (n. 1932)
- Nathaniel Robert de Rothschild (n. 1946)
- Nicole de Rothschild (1923-2007)
- Pauline de Rothschild (1908–1976)
- Philippe de Rothschild (1902–1988)
- Philippine de Rothschild (1933–2014)
- Salomon James de Rothschild (1835–1864)
- Saskia de Rothschild (n. 1987)